# Eutrichosiphum manipurense
Eutrichosiphum manipurense är en insektsart. Eutrichosiphum manipurense ingår i släktet Eutrichosiphum och familjen långrörsbladlöss. Inga underarter finns listade i Catalogue of Life.